# Ángel Pardo (historietista)
Ángel Pardo Ruiz (Santoña, 29 de febrero de 1924 - Villadiego (Burgos), 20 de marzo de 1995), fue un célebre historietista español.

## Biografía
Sus padres, Claudiano y Consuelo, naturales de Olmos de la Picaza y Villadiego (Burgos) se encontraban en Santoña, donde el padre desempeñaba su profesión como suboficial de artillería en el cuartel del Pasaje.
Ángel Pardo comenzó en el mundo de la ilustración profesional en 1943], dibujando historietas infantiles para la revista Leyendas Infantiles, de la Editorial Teodoro Delgado, desde donde su arte saltó a Jaimito o Flechas y Pelayos hasta que en 1947 tuvo su primer gran éxito para Editorial Bruguera: El Caballero de las Tres Cruces.
A este personaje le siguieron Raul de Montrose, las portadas de El Justiciero Fantasma y varios cuadernos para la colección Bisonte Gráfico, donde su mayor contribución sería la serie Capitán O'Dare, que abarcaría los cuadernos 18-24 de la serie.
Tras varios trabajos menores, en 1959 apareció en los mercados su primera colaboración en la serie de El Capitán Trueno, personaje en el que marcaría un antes y un después, convirtiéndose en uno de los más dignos seguidores de Ambrós. Con casi tres mil páginas de la serie a sus espaldas, supuso el modelo a imitar por otros dibujantes, especialmente Martínez Osete.

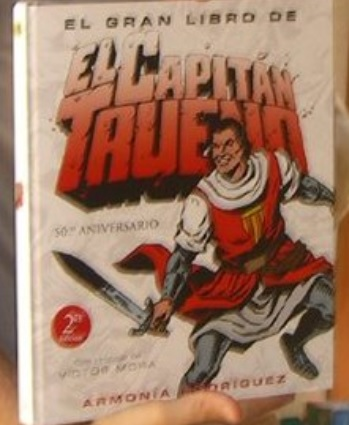
El Capitán Trueno, personaje dibujado por Angel Pardo tras Ambrós

Ángel Pardo colaboró con Bruguera en muchas de su colecciones, como el Super DDT, Historias Selección, Joyas Literarias Juveniles, Colección Historias, Bisonte Gráfico, Bisonte Extra Ilustrado, Colección Pimpinela Extra, Colección Caperucita, Pulgarcito, etc. antes de sumirse en una profunda depresión ante la muerte de su madre.
Vivió en Madrid, Valladolid y Barcelona, pasando los últimos años de su vida en Villadiego, pueblo natal de su madre.